# 한국대중음악 100대 명반
한국대중음악 100대 명반은 한국 대중음악사에서 큰 의미가 있는 100개의 앨범을 선정한 리스트이다. 사실 1998년, 2018년에 선정한 리스트도 있지만, 여기선 2007년 8월 대한민국의 전국 일간지 《경향신문》과 음악 전문 웹진 《가슴네트워크》(이하 '웹진')가 공동 기획하고 웹진이 선정한 한국대중음악의 명반 목록을 소개한다. 당시 선정위원회의 위원장인 박준흠은, 이번 대중음악 명반 선정에 대해 자체적으로 '기록과 평가로써 중요한 사료가 된다'라는 평가를 했다.

## 선정 위원단
가슴네트워크 선정 한국대중음악 100대 명반 선정위원 (총52명/위원장 제외) 명단이다.

### 선정 위원장
- 박준흠(선정위원장, 가슴네트워크 대표)

### 선정 위원
| - 강일권(웹진 리드머 편집장) - 고종진(세진음향 대표)* - 김경진(서울음반 A&R 팀장) - 김봉환(벅스뮤직 대리)* - Groovie K(음악 프로듀서) - 김영대(웹진 음악취향Y 필자) - 김윤중(도프엔터테인먼트 대표) - 김윤하(선정진행, 가슴네트워크) - 김학선(선정진행, 가슴네트워크) - 김작가(음악 평론가) - 김종삼(토마토스튜디오 대표) - 김진석(플럭서스 기획마케팅 이사) - 김창남(성공회대 신문방송학과 교수) - 김현준(재즈 비평가) - 나도원(가슴네트워크) - 남태정(MBC PD) - 류형규(SK텔레콤 CI개인화팀) - 문정호(가슴네트워크) - 박은석(음악 평론가) - 박진건(와이더댄 퍼블리싱사업실 과장) - 배순탁(웹진 이즘 필자) - 배영수(월간 52Street 기자) - 백경석(EBS PD) - 서정민(한겨레신문 기자) - 서정민갑(대중음악 의견가) - 서준호(롤리팝뮤직 대표) | - 성우진(음악 평론가) - 송명하(월간 핫뮤직 수석기자), - 신승렬(대중음악 서저자) - 염신규(한국민족예술인총연합 정책팀장) - 염혜정(EMI Local A&R 담당) - 오영묵(AN'T Sound Contents 대표) - 우승현(네이버 대중문화팀장) - 윤현식(라이브음악문화협회 대표) - 이광훈(Radio KISS 편성제작팀장) - 이나영(라이브클럽 SSAM 팀장) - 이세환(SONYBMG 홍보팀장) - 이영미(대중예술 연구자) - 이주엽(JNH 대표) - 이태훈(향뮤직 온라인사업팀 대리) - 임진모(음악평론가) - 전훈(소닉 코리아 부장) - 조동춘(엠넷미디어 음악사업팀 차장) - 조상현(몰스튜디오 대표) - 조원희(음악평론가) - 차우진(매거진 T 기자) - 최규성(대중문화 평론가) - 최민우(웹진 [weiv] 편집위원) - 한상철(음악 애호가) - 홍수현(엠넷미디어 제작사업 부장) - 황정(음악동호회 나무를 사랑하는 사람들) |

## 선정 일정
- 2007년 5월 중순: 경향신문에 제안
- 2007년 6월말: 기획안 확정
- 2007년 7월초: 선정위원 확정
- 2007년 8월 23일: 가슴네트워크 선정 한국대중음악 100대 명반 발표[2]

## 음반 선정 방법
- 가슴네트워크에서 추천서 양식을 선정위원들에게 배포함.
- 선정위원들에게서 개인별로 최대 200장 내로 음반추천을 받음.

1점에서 5점까지 가중치 규정을 정함.
가중치 점수 별로 최대 추천 수량을 정함.

## 순위 산정 기준
추천서 취합, 순위 결정. 이 때 음반순위 산정기준은 다음과 같다.
- 가중치 점수를 전부 더해서 최고 점수가 상위 앨범임
- 동점일 경우 지목횟수가 더 많은 음반이 상위 앨범임
- 그래도 동점이라면 동률로 처리함

## 음반 순위
| 순위 | 점수 | 추천 | 가수명/그룹명       | 앨범명                                 | 발매년도 | 음반사              |
| ---- | ---- | ---- | ------------------- | -------------------------------------- | -------- | ------------------- |
| 1    | 207  | 45   | 들국화              | 행진                                   | 1985년   | 서라벌레코드        |
| 2    | 182  | 41   | 유재하              | 사랑하기 때문에                        | 1987년   | 서울음반            |
| 3    | 154  | 35   | 김민기              | 김민기                                 | 1971년   | 대도레코드          |
| 4    | 146  | 33   | 어떤날              | 1960. 1965                             | 1986년   | 서라벌레코드        |
| 5    | 142  | 32   | 산울림              | 산울림 1집                             | 1977년   | 서라벌레코드        |
| 6    | 128  | 30   | 산울림              | 산울림 2집                             | 1978년   | 서라벌레코드        |
| 7    | 127  | 29   | 신중현과 엽전들     | 신중현과 엽전들                        | 1974년   | 지구레코드          |
| 8    | 120  | 26   | 한대수              | 멀고 먼 길                             | 1974년   | 신세계레코드        |
| 9    | 117  | 34   | 델리 스파이스       | Deli Spice                             | 1997년   | 도레미레코드        |
| 10   | 111  | 31   | 이상은              | 공무도하가                             | 1995년   | Polygram            |
| 11   | 110  | 28   | 어떤날              | 어떤날 Ⅱ                               | 1989년   | 서울음반            |
| 12   | 109  | 32   | 사랑과 평화         | 한동안 뜸했었지                        | 1978년   | 서울음반            |
| 13   | 107  | 30   | 김현식              | 김현식 Ⅲ                               | 1986년   | 동아기획            |
| 14   | 101  | 23   | 시인과 촌장         | 푸른 돛                                | 1986년   | 서라벌레코드        |
| 15   | 99   | 29   | 장필순              | 나의 외로움이 널 부를 때               | 1997년   | 킹레코드            |
| 16   | 97   | 28   | 이문세              | 이문세4                                | 1987년   | 서라벌레코드        |
| 17   | 93   | 29   | 김현철              | 김현철 Vol.1                           | 1989년   | 서라벌레코드        |
| 18   | 92   | 26   | 부활                | Rock will Never Die                    | 1986년   | 서울음반            |
| 19   | 91   | 28   | 한영애              | 바라본다                               | 1988년   | 동아기획            |
| 20   | 91   | 26   | H2O                 | 오늘 나는                              | 1993년   | 로얄 레코드         |
| 21   | 89   | 24   | 동물원              | 동물원                                 | 1988년   | 서울음반            |
| 22   | 88   | 26   | 봄여름가을겨울      | 봄여름가을겨울                         | 1988년   | 서라벌레코드        |
| 23   | 87   | 26   | 유앤미 블루         | Cry…Our Wanna Be Nation!               | 1996년   | LG 미디어           |
| 24   | 86   | 22   | 서태지와 아이들     | 서태지와 아이들                        | 1992년   | 반도음반            |
| 25   | 84   | 22   | 김광석              | 다시 부르기 2                          | 1995년   | 킹레코드            |
| 26   | 83   | 25   | 노브레인            | 청년폭도맹진가                         | 2000년   | 문화사기단          |
| 27   | 83   | 24   | 노이즈가든          | Noizegarden                            | 1996년   | 베이프로덕션        |
| 28   | 83   | 20   | 작은 거인           | 작은거인 2집                           | 1981년   | 오아시스레코드      |
| 29   | 82   | 21   | 조용필              | 조용필 1집                             | 1980년   | 지구레코드          |
| 30   | 81   | 21   | 서태지와 아이들     | 서태지와 아이들Ⅱ                       | 1993년   | 반도음반            |
| 31   | 79   | 21   | 시인과 촌장         | 숲                                     | 1988년   | 동아기획            |
| 32   | 78   | 26   | 시나위              | Heavy Metal Sinawe                     | 1986년   | 서라벌레코드        |
| 33   | 78   | 25   | 마그마              | Magma                                  | 1981년   | 힛트레코트          |
| 34   | 78   | 24   | 언니네이발관        | 비둘기는 하늘의 쥐                     | 1996년   | 석기시대            |
| 35   | 78   | 23   | 듀스                | Force Deux                             | 1995년   | 월드뮤직            |
| 36   | 77   | 20   | 서태지와 아이들     | 서태지와 아이들 4집                    | 1995년   | 반도음반            |
| 37   | 76   | 27   | 낯선 사람들         | 낯선 사람들                            | 1993년   | 하나뮤직            |
| 38   | 76   | 26   | N.EX.T              | The Return of N.EX.T Part 1: The Being | 1994년   | 대영AV              |
| 39   | 76   | 20   | 조동진              | 조동진                                 | 1979년   | 대도레코드          |
| 40   | 75   | 22   | 전인권, 허성욱      | 1979-1987 추억 들국화                  | 1987년   | 동아기획            |
| 41   | 74   | 20   | 유앤미 블루         | Nothing`s Good Enough                  | 1994년   | Nices               |
| 42   | 71   | 21   | 신촌블루스          | 신촌 Blues                             | 1988년   | 지구레코드          |
| 43   | 70   | 20   | 동물원              | 두 번째 노래모음                       | 1988년   | 서울음반            |
| 44   | 66   | 19   | 노래를 찾는 사람들  | 노래를 찾는 사람들                     | 1984년   | 서라벌레코드        |
| 45   | 65   | 20   | 신촌블루스          | 신촌블루스 Ⅱ                           | 1989년   | 서라벌레코드        |
| 46   | 64   | 18   | 조동익              | 동경                                   | 1994년   | 킹레코드            |
| 47   | 63   | 21   | 마이앤트메리        | JUST POP                               | 2004년   | Fresh Entertainment |
| 48   | 62   | 19   | 송골매              | 송골매                                 | 1982년   | 지구레코드          |
| 49   | 61   | 20   | 루시드 폴           | Lucid Fall                             | 2000년   | 라디오뮤직          |
| 50   | 61   | 19   | 이문세              | 이문세5                                | 1988년   | 킹레코드            |
| 51   | 61   | 19   | 삐삐밴드            | 문화혁명                               | 1995년   | 디지탈미디어        |
| 52   | 61   | 18   | 부활                | 부활 Ⅱ: Remember                       | 1987년   | 서울음반            |
| 53   | 61   | 17   | 노래를 찾는 사람들  | 노래를 찾는 사람들 2                   | 1989년   | 서울음반            |
| 54   | 60   | 19   | 봄여름가을겨울      | 봄여름가을겨울 2                       | 1989년   | 동아기획            |
| 55   | 59   | 21   | 다섯 손가락         | 다섯손가락 I                           | 1985년   | 서울음반            |
| 56   | 59   | 18   | 정태춘              | 시인의 마을                            | 1978년   | 서라벌레코드        |
| 57   | 59   | 17   | 서태지와 아이들     | 서태지와 아이들 3                      | 1994년   | 반도음반            |
| 58   | 57   | 16   | 김광석              | 다시 부르기 1                          | 1993년   | 서울음반            |
| 59   | 56   | 19   | 못                  | Non-Linear                             | 2004년   | Bounce              |
| 60   | 55   | 22   | 아소토 유니온       | Sound Renovates A Structure            | 2003년   | Omnione             |
| 61   | 55   | 16   | 김수철              | 김수철 1집                             | 1983년   | 신세계음향          |
| 62   | 55   | 15   | 장필순              | SOONY 6                                | 2002년   | 하나 뮤직           |
| 63   | 55   | 14   | 정태춘, 박은옥      | 92년 장마, 종로에서                    | 1993년   | 삶의문화            |
| 64   | 54   | 18   | 허클베리 핀         | 18일의 수요일                          | 1998년   | 강아지문화예술      |
| 65   | 54   | 17   | DJ DOC              | The Life... DOC Blues                  | 2000년   | 디지털미디어        |
| 66   | 52   | 19   | 롤러코스터          | 일상다반사                             | 2000년   | Cream               |
| 67   | 52   | 18   | 양희은              | 양희은 고운 노래 모음                  | 1971년   | 유니버샬 레코드     |
| 68   | 52   | 15   | 언니네이발관        | 후일담                                 | 1999년   | 석기시대            |
| 69   | 51   | 15   | 김두수              | 자유혼                                 | 2002년   | Riverman Music      |
| 69   | 51   | 15   | 미선이              | Drifting                               | 1998년   | 라디오뮤직          |
| 71   | 50   | 17   | 패닉                | 패닉                                   | 1995년   | 신촌뮤직            |
| 72   | 49   | 15   | Various Artists     | 우리 노래 전시회                       | 1984년   | 서라벌레코드        |
| 73   | 49   | 14   | 산울림              | 산울림 3집                             | 1978년   | 서라벌레코드        |
| 74   | 48   | 16   | 김광석              | 김광석 네번째                          | 1994년   | 킹 레코드           |
| 75   | 46   | 14   | 크래쉬              | Endless Supply of Pain                 | 1994년   | Metal Force         |
| 76   | 46   | 13   | 조용필              | 조용필 7집                             | 1985년   | 지구레코드          |
| 77   | 45   | 17   | DJ 소울스케이프     | 180g Beats                             | 2000년   | 마스터플랜          |
| 78   | 45   | 15   | 안치환              | 안치환 4집                             | 1995년   | 킹 레코드           |
| 79   | 45   | 14   | 강산에              | 강산에 Vol.0                           | 1992년   | 킹 레코드           |
| 80   | 45   | 12   | 정태춘              | 아, 대한민국…                          | 1990년   | 삶의문화            |
| 81   | 44   | 16   | 가리온              | Garion                                 | 2004년   | Ales Music          |
| 82   | 44   | 13   | 한대수              | 무한대                                 | 1989년   | 신세계음향          |
| 83   | 43   | 14   | 이정선              | 30대                                   | 1985년   | 한국음반            |
| 84   | 43   | 13   | 듀스                | Deuxism                                | 1993년   | 지구레코드          |
| 85   | 42   | 13   | 허클베리 핀         | 올랭피오의 별                          | 2004년   | Sha label           |
| 86   | 41   | 16   | 이승열              | 이날, 이때, 이즈음에....               | 2003년   | 플럭서스 뮤직       |
| 87   | 41   | 13   | 이장혁              | 이장혁 Vol.1                           | 2004년   | 12 Monkeys          |
| 88   | 41   | 12   | 빛과 소금           | 빛과 소금 Vol.1                        | 1990년   | 동아기획            |
| 89   | 40   | 15   | 패닉                | 밑                                     | 1996년   | 신촌뮤직            |
| 90   | 40   | 14   | 두번째 달           | 두번째 달                              | 2005년   | Triangle            |
| 91   | 39   | 13   | 양희은              | 1991                                   | 1991년   | 킹레코드            |
| 92   | 39   | 13   | 클래지콰이 프로젝트 | Instant Pig                            | 2004년   | 플럭서스 뮤직       |
| 93   | 38   | 14   | 강산에              | 나는 사춘기                            | 1994년   | 킹 레코드           |
| 94   | 38   | 14   | 이소라              | 눈썹달                                 | 2005년   | T-Entertainment     |
| 95   | 38   | 12   | 전인권              | 전인권                                 | 1988년   | 동아기획            |
| 96   | 37   | 12   | 시나위              | Down and Up                            | 1987년   | 오아시스레코드      |
| 97   | 37   | 11   | 더블유 앤 웨일      | Where the Story Ends                   | 2005년   | 오아시스레코드      |
| 98   | 35   | 15   | 브라운아이즈        | Brown Eyes                             | 2001년   | 갑 엔터테인먼트     |
| 99   | 35   | 13   | 이상은              | 외롭고 웃긴 가게                       | 1997년   | 킹레코드            |
| 100  | 35   | 10   | 동서남북            | 아주 오래된 기억과의 조우              | 1988년   | 예음                |